# Свищ Сергій Сергійович
Сергі́й Сергі́йович Свищ (2 листопада 1990 — 25 січня 2015) — старший лейтенант Збройних сил України, учасник боїв з російським агресором під час боїв за Дебальцеве.

## Біографія
Народився Сергій Свищ в Устилузі. Навчався майбутній воїн у місцевій середній школі, а після закінчення школи вступив до Національної академії сухопутних військ імені гетьмана Петра Сагайдачного. Під час навчання в академії був одним із найкращих курсантів, та став одним із найкращих її випускників у 2012 році. Після закінчення навчання продовжив військову службу в 54-му окремому розвідувальному батальйоні, який дислокований у Новограді-Волинському.
Невдовзі призначений командиром роти, і став наймолодшим офіцером на цій посаді у своєму військовому з'єднанні.
З початком російської збройної агресії підрозділ, у якому служив Сергій Свищ, одним із перших був направлений у зону бойових дій. Наприкінці січня 2015 року підрозділ, яким командував старший лейтенант Сергій Свищ, прибув для заміни особового складу на опорний пункт на лінії фронту біля села Санжарівка Артемівського району. Саме у той час на опорний пункт після масованого артилерійського та мінометного обстрілу розпочали наступ росіяни. Сергій Свищ вирішив прийняти бій із переважаючими силами ворога, щоб не допустити прориву у тил українських збройних сил. У цьому бою українським військовим швидко вдалось знищити два танки та частину живої сили агресорів, але один із танків почав рухатись до окопу, де був Сергій Свищ, який уже отримав поранення у цьому бою. Українські військові підбили й цей танк, але після бою, який закінчився розгромом російських агресорів, під гусеницями цього танка виявили тіло Сергія Свища вже без ознак життя. Тоді ж загинули старшина Олександр Венгер, солдати Андрій Капчур, Адальберт Ковач, Олександр Леврінц, Федір Лопацький, Володимир Питак. Тіло відважного лейтенанта змогли забрати з місця бою лише за тиждень, і спочатку не могли упізнати. Але рідні, які прибули по тіло полеглого героя, упізнали Сергія навіть без аналізу ДНК.
Удома в Сергія Свища залишились дружина та син, якому на момент загибелі батька виповнилось лише 1,5 року.
Похований Сергій Свищ у рідному місті Устилузі.

## Нагороди та вшанування
- Указом Президента України № 132/2016 від 8 квітня 2016 року, «за особисту мужність і високий професіоналізм, виявлені у захисті державного суверенітету та територіальної цілісності України, вірність військовій присязі», нагороджений орденом Богдана Хмельницького III ступеня (посмертно)[4].
- 29 грудня 2016 в Києві за підтримки благодійних фондів та участі громадських активістів й волонтерів презентовано колекційну марку, створену на честь воїнів, які загинули в боях на сході України. На ній зображені Ігор Брановицький, Ігор Гольченко, Микола Колосовський, Євген Лоскот, Андрій Матвієнко, Сергій Свищ, Олег Сидор, Сергій Табала, Георгій Тороповський.
- Вшановується в меморіальному комплексі «Зала пам'яті», в щоденному ранковому церемоніалі 25 січня[5][6].